# Līvāni
Līvāni è un comune della Lettonia appartenente alla regione storica della Letgallia di 14.292 abitanti (dati 2009).

## Geografia antropica
Il comune è stato istituito nel 1999 con l'unione della città omonima con le località di Rožupe e Turki. Con la riforma amministrativa del 2009 sono comprese anche le seguenti località: 
- Jersika
- Rudzāti
- Sutri

### Parrocchie
- Jersikas
- Rožupes
- Rudzātu
- Sutru
- Turku